# Siren Song
Siren Song (título original en inglés; en español, Canción de sirena) es una ópera de cámara en un acto con música de Jonathan Dove y libreto de Nick Dear, basado en la novela homónima de Gordon Honeycombe (1994). Fue un encargo del Teatro Almeida, que la estrenó el 14 de julio de 1994, en producción de Ian McDiarmid, diseño de Julian McGowan y con Paul McGrath dirigiendo al Almeida Ensemble. 
Tiene una duración de 75 minutos. Exige cinco cantantes (soprano, dos tenores, un barítono y un bajo), un actor y una orquesta de diez instrumentistas.

## Personajes
| Personaje                             | Tesitura      | Reparto del estreno, 14 de julio de 1994. (Director: Paul McGrath) |
| ------------------------------------- | ------------- | ------------------------------------------------------------------ |
| Davey Palmer, un marinero             | tenor         | Niall Morris                                                       |
| Jonathan Reed                         | barítono      | Omar Ebrahim                                                       |
| Diana Reed                            | soprano       | Tertia Sefton-Green                                                |
| Regulador (Regulator)                 | tenor         |                                                                    |
| Capitán (Captain)                     | bajo          |                                                                    |
| Operador de radio (Wireless Operator) | papel hablado |                                                                    |

## Sinopsis
Esta ópera se basa en una historia real ocurrida a finales de los ochenta. Davey, un marinero del HMS Ark Royal conoce a una modelo, Diana, a través de un anuncio de contactos. Se cartean. Dave se enamora y abre una cuenta conjunta con Diana. Sin embargo, no consigue contactar por teléfono (se pone su hermano Jonathan), y cuando quedan en el momento en que él toca puerto, no aparece Diana, sino Jonathan. Al final, Diana no existe y todo es obra del hombre que le estafa al marinero miles de libras.

## Grabación
- Jonathan Dove: Siren Song. Henk Guittart (director). Solistas: Brad Cooper (tenor, Davey Palmer), Amaryllis Dieltiens (soprano, Diana Reed), Mattijs van de Woerd (barítono, Jonathan Reed), Mark Omvlee (tenor, Regulator), Marjin Zwitserlood (bajo-barítono, Captain), John Edward Serrano (Wireless Operator, papel hablado). Siren Ensemble. Grabado en vivo en el Grachtenfestival en los Países Bajos, 14-15 de agosto de 2007. Chandos, ref. CHAN10472 (2008).